# Richard Verschoor
Pour les articles homonymes, voir Verschoor.
Richard Verschoor, né le 16 décembre 2000 à Benschop, est un pilote automobile néerlandais. Il remporte le Grand Prix de Macao en 2019.

## Biographie
Richard Verschoor commence le karting en 2011, remportant de nombreuses compétitions nationales puis internationales les années suivantes. Il passe en monoplace en 2016 et est intégré en début de saison au Red Bull Junior Team, étant directement comparé à Max Verstappen,. Cette année-là, il domine les championnats auxquels il participe, en étant sacré champion de Formule 4 en Europe du Nord et en Espagne. La saison 2017 se révèle difficile pour Richard Verschoor, engagé en Formula Renault Eurocup, où il termine seulement neuvième, perdant le soutien de Red Bull.
En 2018, engagé en Toyota Racing Series pendant l'hiver, il remporte le Grand Prix de Nouvelle-Zélande et termine vice-champion de justesse derrière Robert Shwartzman. Toujours en Formula Renault Eurocup, il passe en GP3 Series à mi-saison pour le reste de l'année avec son ancienne équipe MP Motorsport. L'année suivante, il fait équipe avec Liam Lawson pour la saison 2019 de Formule 3 FIA chez MP Motorsport. Après une saison en demi-teinte (13e au championnat sans aucun podium), il crée la surprise en remportant le prestigieux Grand Prix de Macao devant Jüri Vips,. Depuis 2021, il participe au championnat de FIA Formule 2 avec tout d'abord MP Motorsport et  dans la suite de la saison avec Charouz Racing System. L'année suivante, il participe au championnat avec  Trident Racing et termine le championnat 2022 avec 103 points.

## Galerie photos

### Galerie Formule Renault 2.0

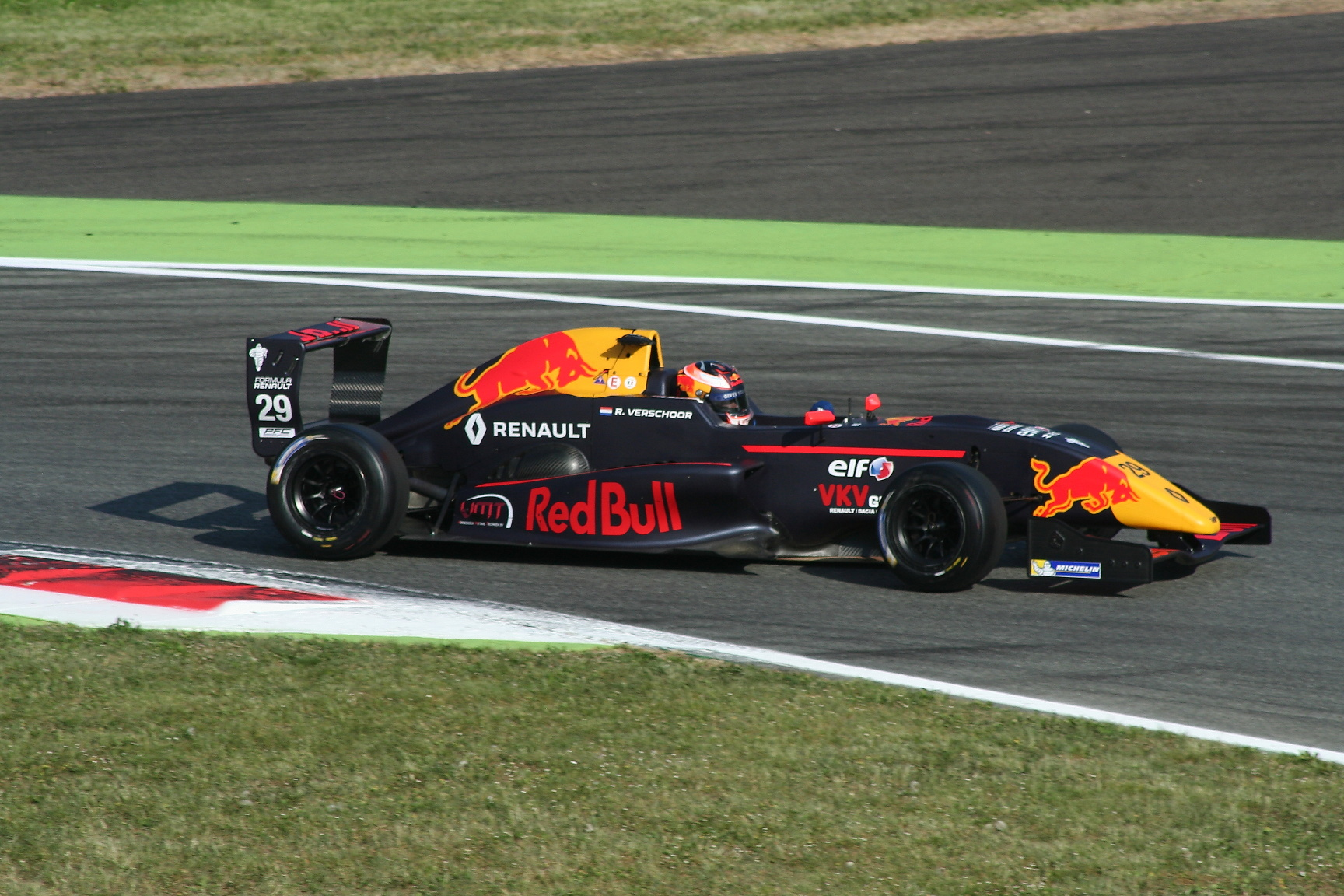
Richard Verschoor en Formule Renault 2.0 en 2017 à Monza.
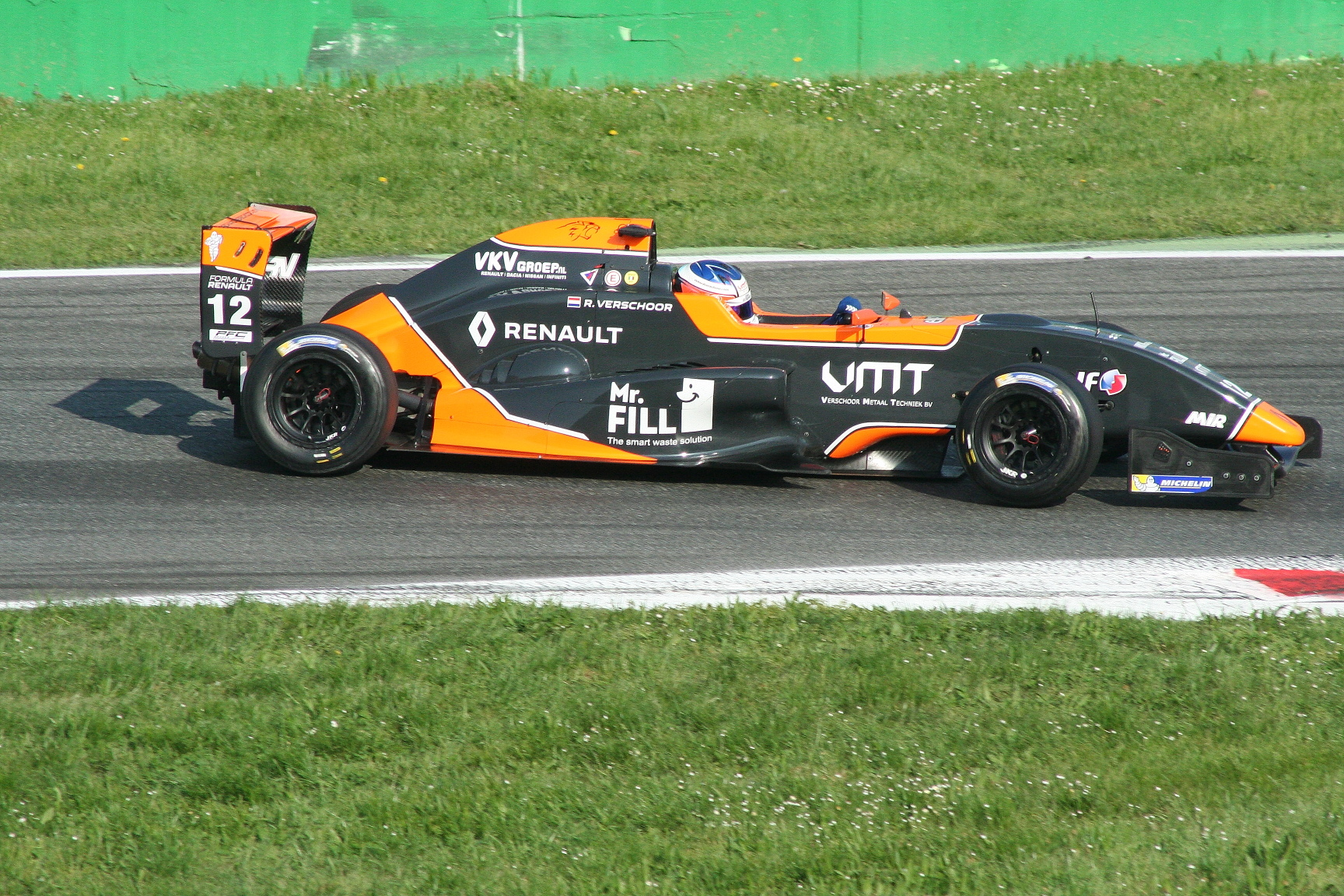
Richard Verschoor en Formule Renault 2.0 en 2018 à Monza.

### Galerie Formule 3 FIA

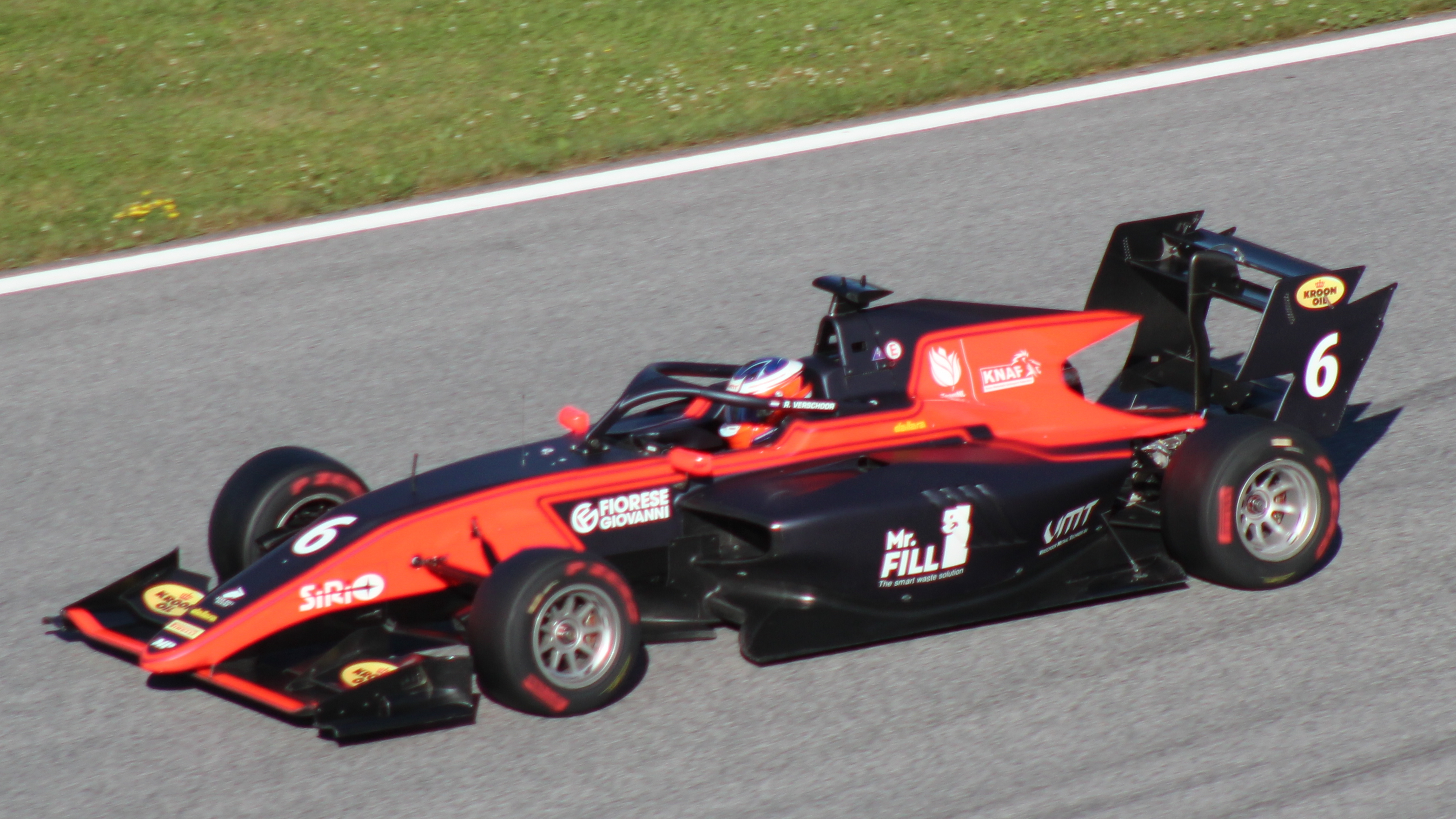
Richard Verschoor en Formule 3 FIA en 2019 à Spielberg.
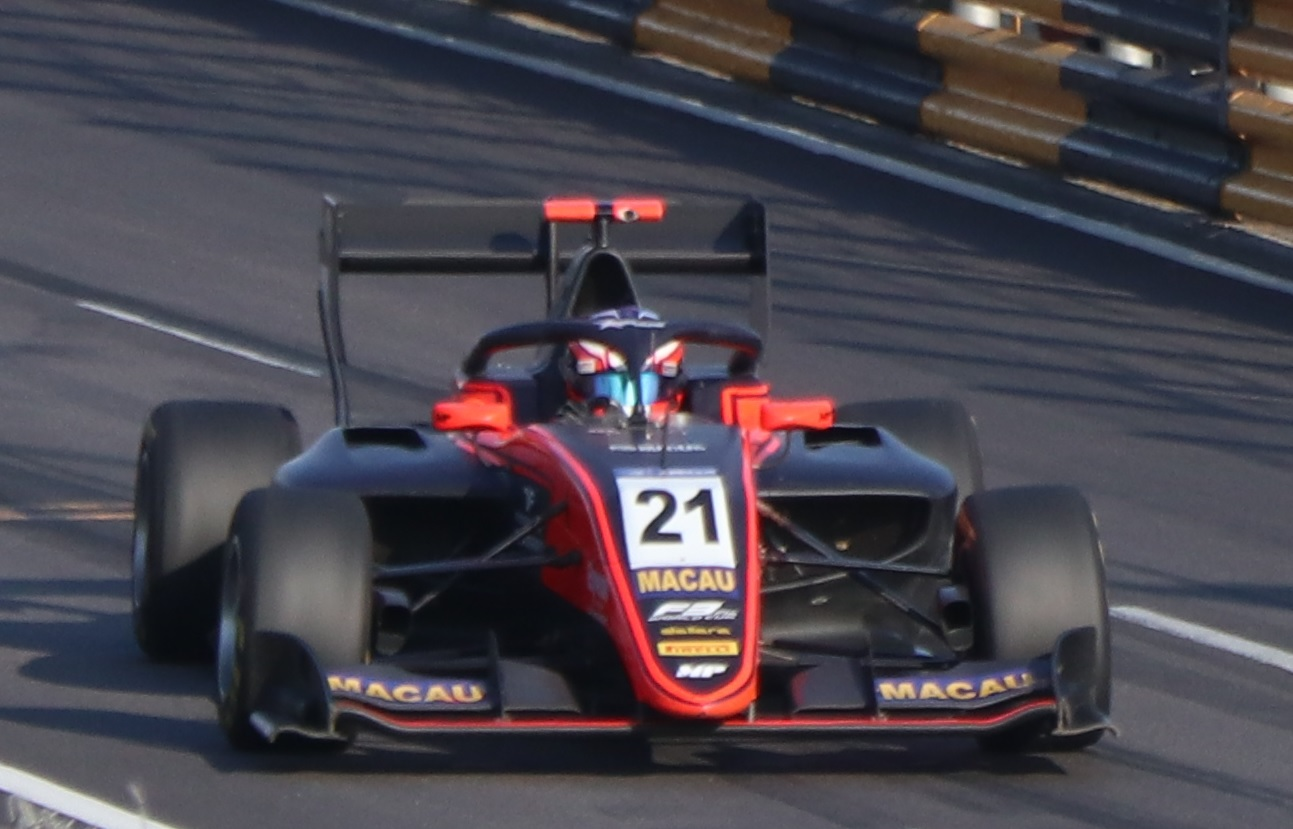
Richard Verschoor lors du Grand Prix de Macao en 2019.
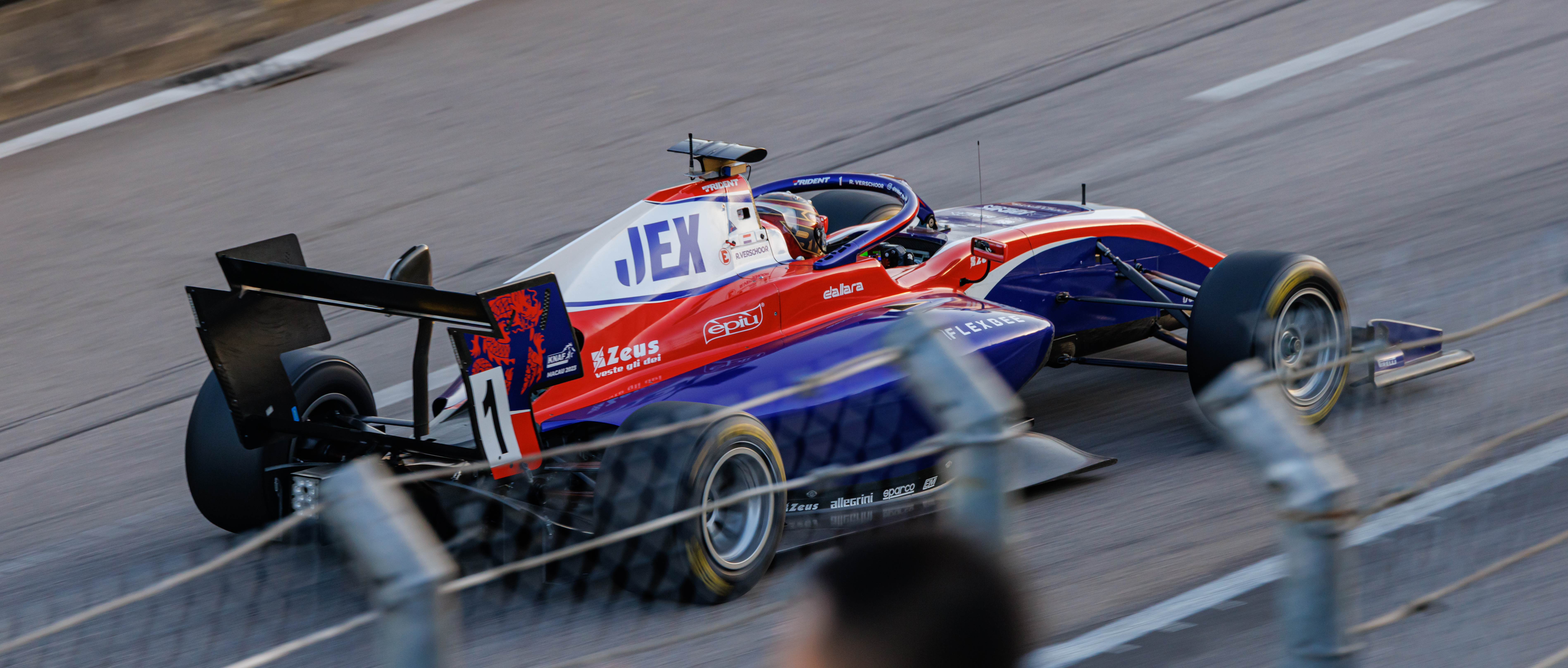
Richard Verschoor lors du Grand Prix de Macao en 2023.

### Galerie Formule 2

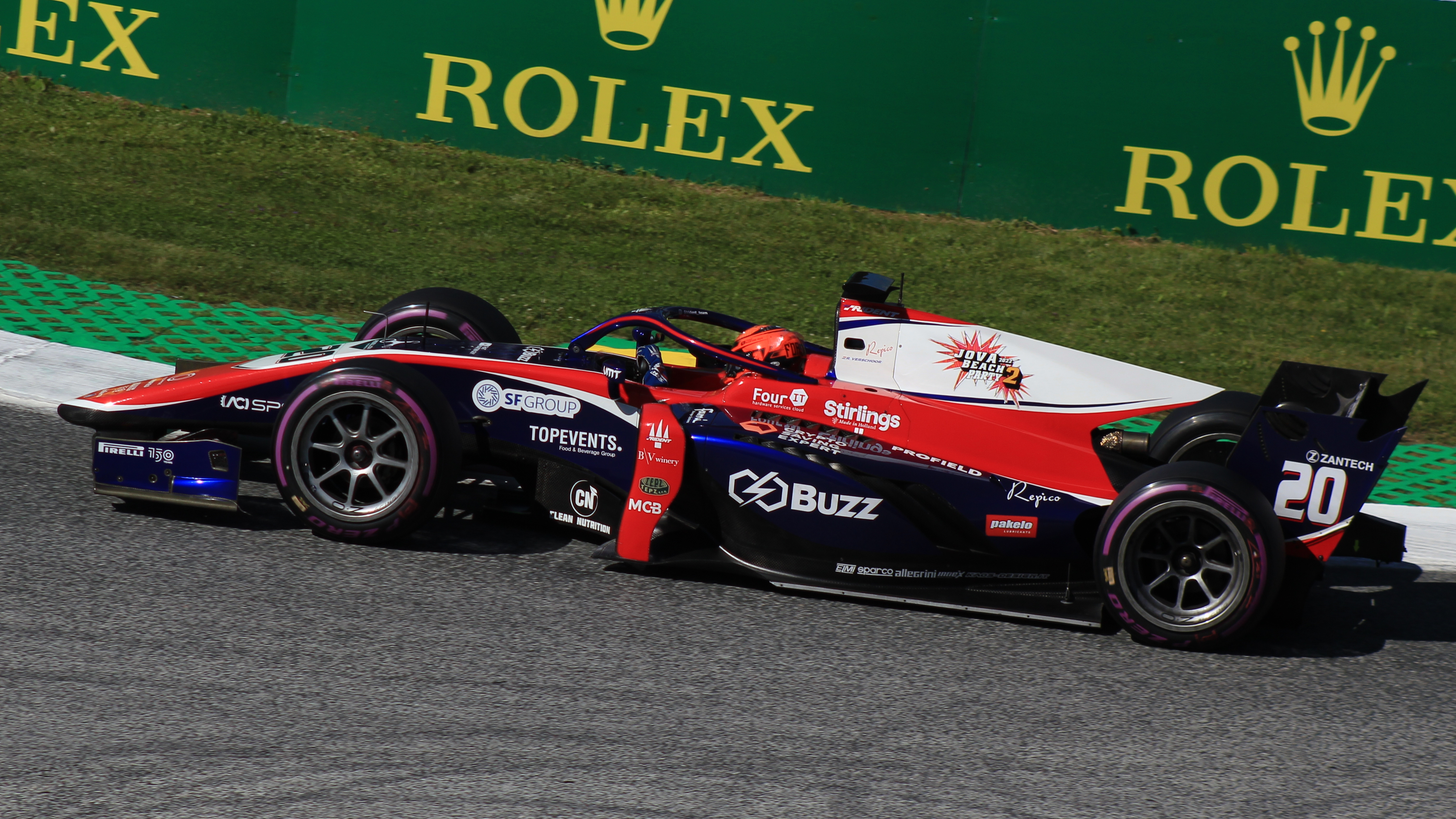
Richard Verschoor en Formule 2 en 2022 à Spielberg.
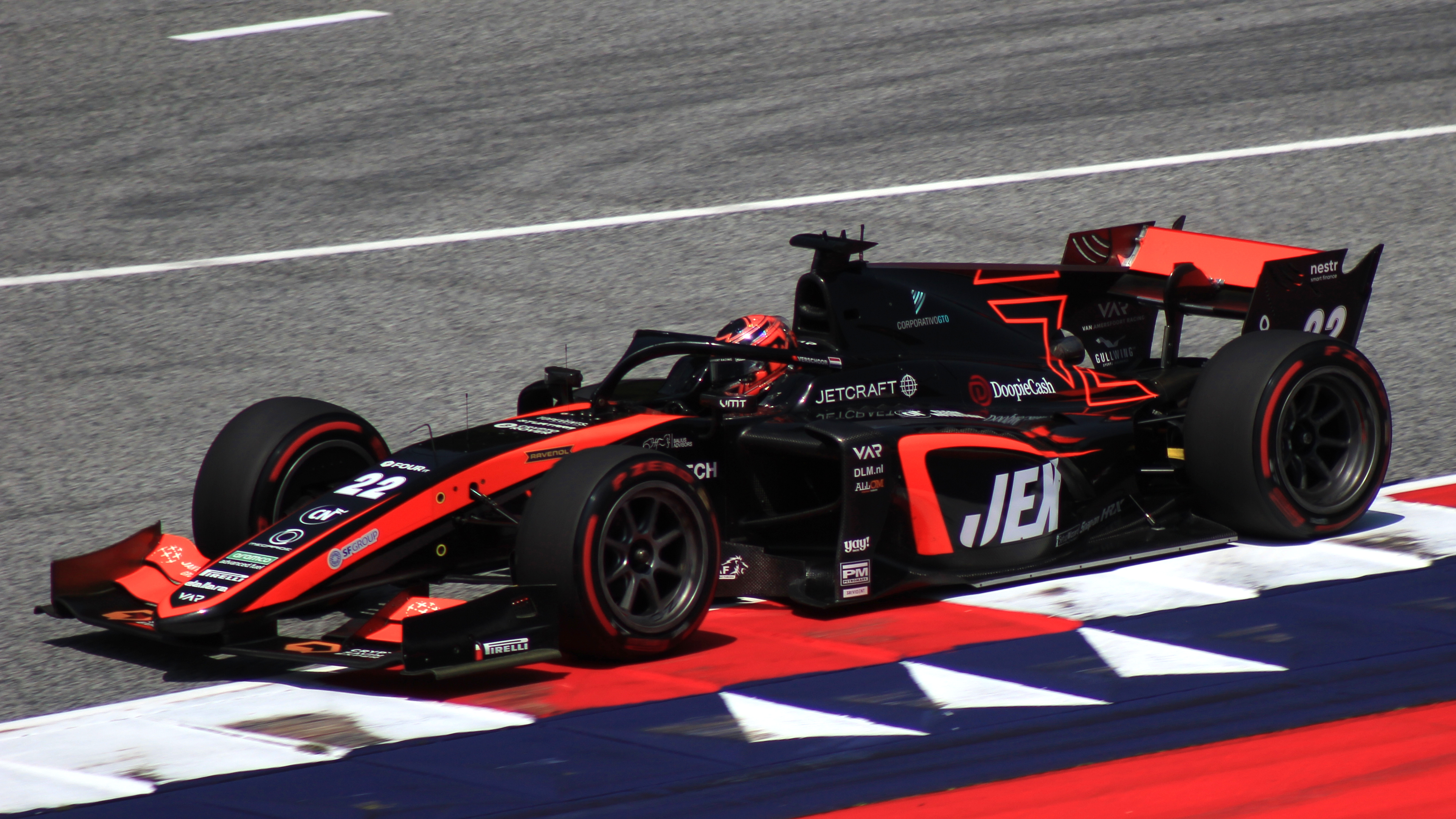
Richard Verschoor en Formule 2 en 2023 à Spielberg.
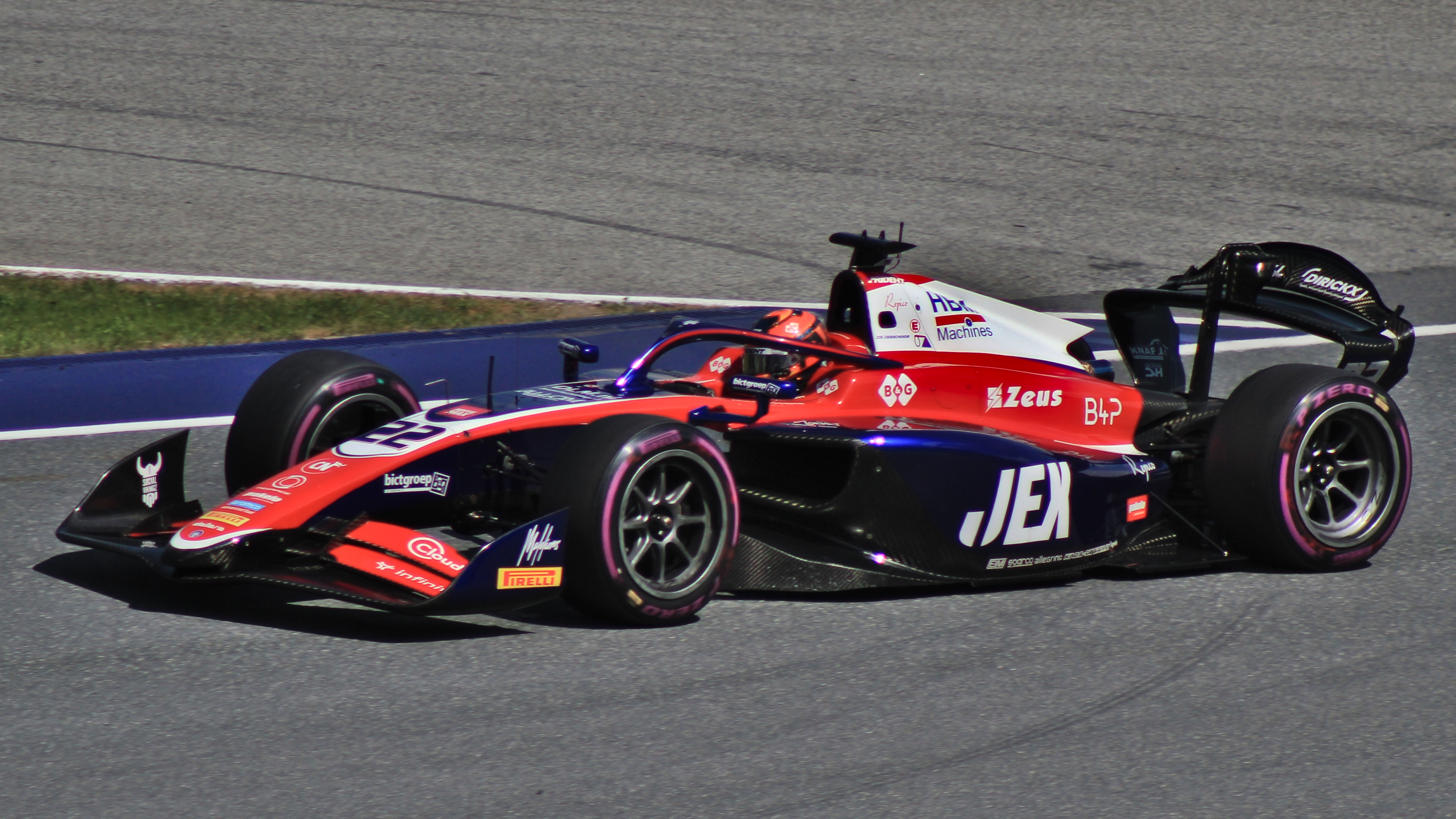
Richard Verschoor en Formule 2 en 2024 à Spielberg.
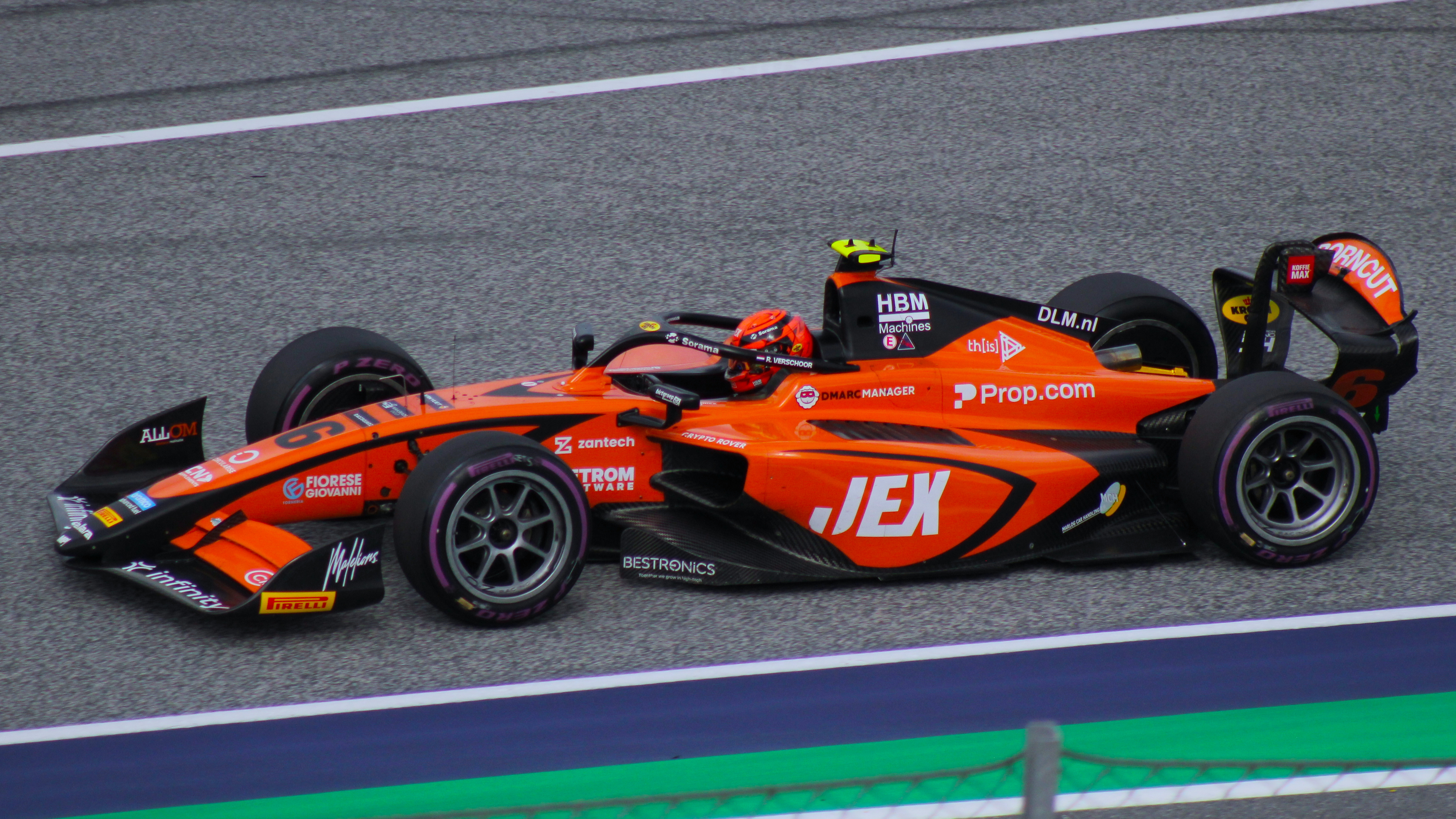
Richard Verschoor en Formule 2 en 2025 à Spielberg.

## Résultats en compétition automobile

### Résultats en monoplace
| Saison | Championnat                               | Écurie                | Courses | Victoires | Pole positions | Meilleurs tours | Podiums | Points | Classement |
| ------ | ----------------------------------------- | --------------------- | ------- | --------- | -------------- | --------------- | ------- | ------ | ---------- |
| 2016   | Championnat d'Europe du Nord de Formule 4 | MP Motorsport         | 20      | 11        | 10             | 9               | 16      | 339    | Champion   |
| 2016   | Championnat d'Espagne de Formule 4        | MP Motorsport         | 20      | 17        | 9              | 16              | 19      | 387    | Champion   |
| 2016   | Championnat d'Allemagne de Formule 4      | Motopark              | 6       | 0         | 0              | 0               | 0       | 34     | 15e        |
| 2016   | Championnat d'Italie de Formule 4         | Bhaitech Engineering  | 3       | 0         | 0              | 0               | 1       | 31     | 21e        |
| 2016   | VdeV Challenge monoplace                  | MP Motorsport         | 3       | 0         | 0              | 0               | 0       | N/A†   | n.c        |
| 2017   | Toyota Racing Series                      | Giles Motorsport      | 15      | 3         | 0              | 2               | 7       | 843    | 3e         |
| 2017   | Formula Renault Eurocup                   | MP Motorsport         | 23      | 0         | 0              | 0               | 1       | 89     | 9e         |
| 2017   | Formula Renault 2.0 NEC                   | MP Motorsport         | 7       | 1         | 0              | 0               | 3       | 90     | 9e         |
| 2018   | Toyota Racing Series                      | M2 Competition        | 15      | 6         | 4              | 4               | 12      | 911    | 2e         |
| 2018   | Formula Renault Eurocup                   | Josef Kaufmann Racing | 12      | 0         | 0              | 0               | 1       | 34     | 13e        |
| 2018   | Formula Renault 2.0 NEC                   | Josef Kaufmann Racing | 2       | 0         | 0              | 0               | 0       | N/A†   | n.c        |
| 2018   | GP3 Series                                | MP Motorsport         | 8       | 0         | 0              | 0               | 1       | 30     | 15e        |
| 2019   | Formule 3                                 | MP Motorsport         | 16      | 0         | 0              | 0               | 0       | 8      | 16e        |
| 2019   | Grand Prix de Macao                       | MP Motorsport         | 1       | 1         | 0              | 0               | 1       | N/A    | Vainqueur  |
| 2020   | Formule 3                                 | MP Motorsport         | 18      | 0         | 0              | 0               | 2       | 71     | 9e         |
| 2021   | Formule 2                                 | MP Motorsport         | 17      | 1         | 0              | 0               | 1       | 56     | 11e        |
| 2021   | Formule 2                                 | Charouz Racing System | 3       | 0         | 0              | 0               | 0       | 56     | 11e        |
| 2022   | Formule 2                                 | Trident               | 28      | 1         | 0              | 3               | 4       | 103    | 12e        |
| 2023   | Formule 2                                 | Van Amersfoort Racing | 26      | 1         | 0              | 2               | 3       | 108    | 9e         |
| 2024   | Formule 2                                 | Trident               | 24      | 1         | 2              | 0               | 4       | 106    | 8e         |
| 2024   | Formule 2                                 | MP Motorsport         | 4       | 0         | 0              | 2               | 2       | 106    | 8e         |
| 2025   | Formule 2                                 | MP Motorsport         | 19      | 3         | 0              | 2               | 5       | 135    | 3e         |

† Verschoor étant un pilote invité, il était inéligible pour marquer des points.